# Kerem Ersü
Kerem Ersü, född 25 april 1967, är en turkisk bågskytt. Han deltog vid olympiska sommarspelen 1988 och olympiska sommarspelen 1992.